# Alfonso Menéndez Vallín
Alfonso Menéndez Vallín (Avilés, Astúries, 31 de maig de 1966) és un tirador amb arc asturià, guanyador d'una medalla olímpica.
Va participar, als 26 anys, en els Jocs Olímpics d'Estiu de 1992 celebrats a Barcelona (Catalunya), on finalitzà quaranta-dosè en la prova individual i on aconseguí guanyar la medalla d'or en la prova per equips al costat d'Antonio Vázquez i Juan Carlos Holgado.